# Evangelische Kirche (Kyllburg)

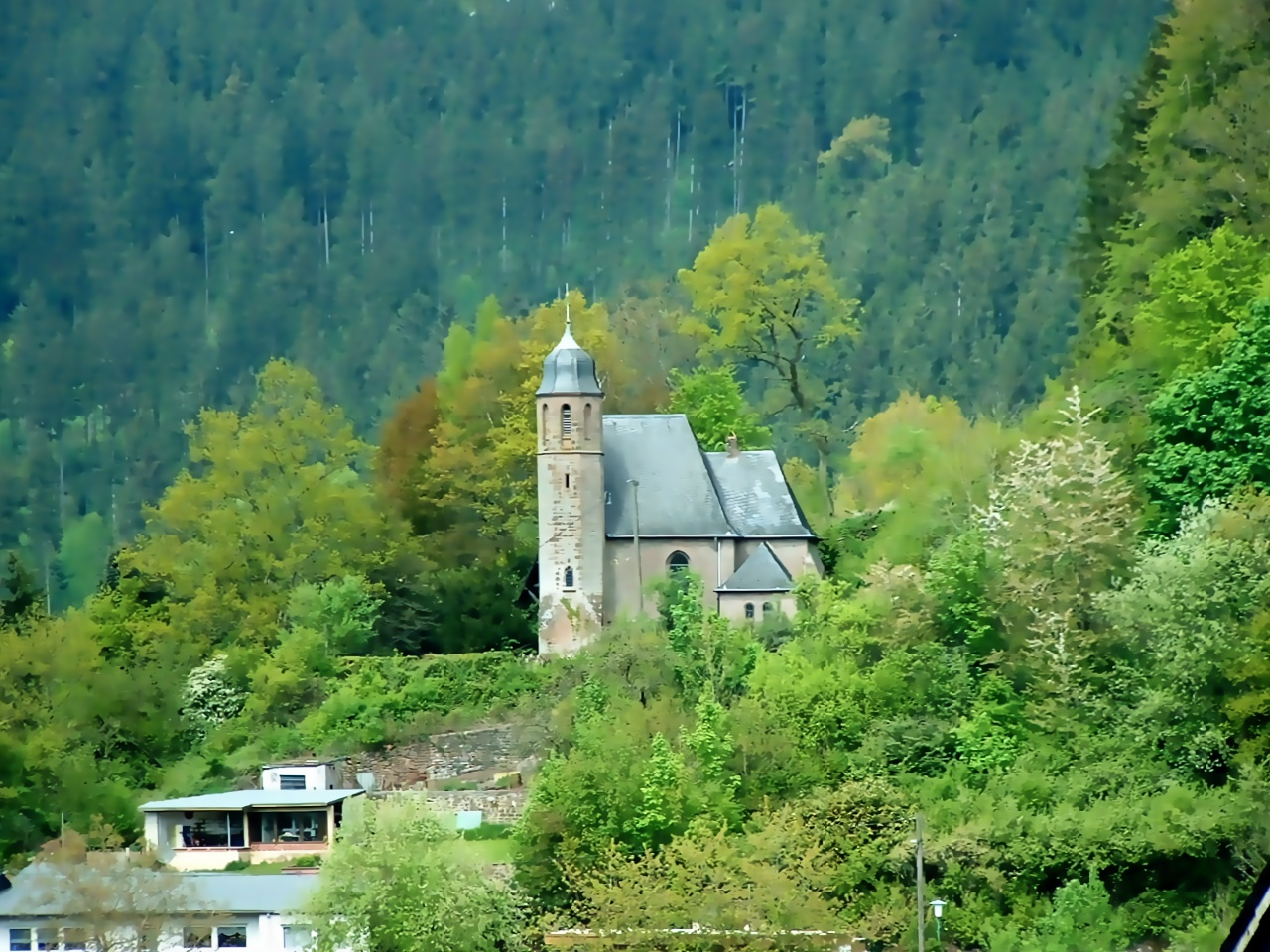
Außenansicht

Die Evangelische Kirche in Kyllburg, einer Stadt im Eifelkreis Bitburg-Prüm in Rheinland-Pfalz, ist eine von vier Kirchen und mehreren Gebetsräumen der  Evangelischen Kirchengemeinde Bitburg, die zum Kirchenkreis Trier der Rheinischen Landeskirche gehört. Sie wurde vor allem für evangelische Touristen der wilhelminischen Kaiserzeit erbaut.

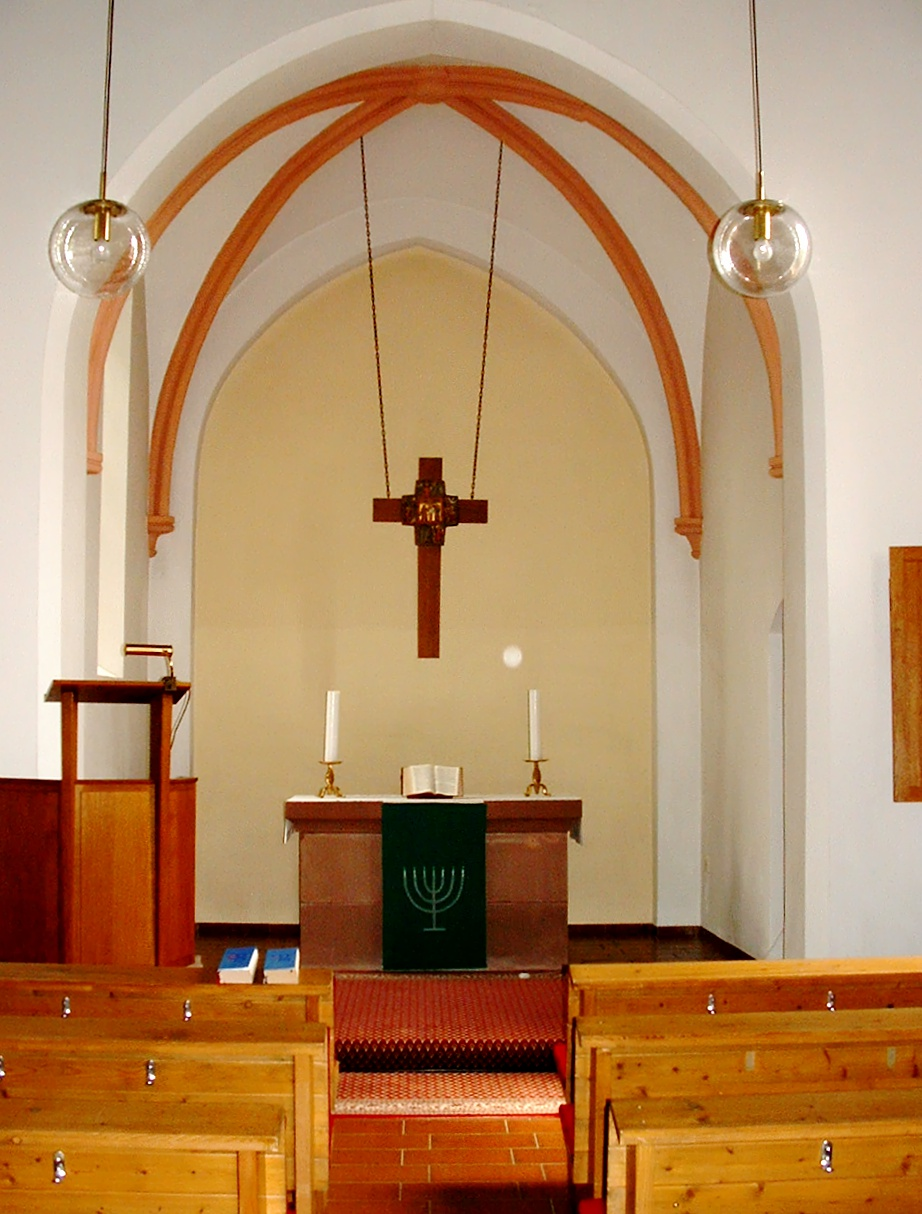
Chor von innen

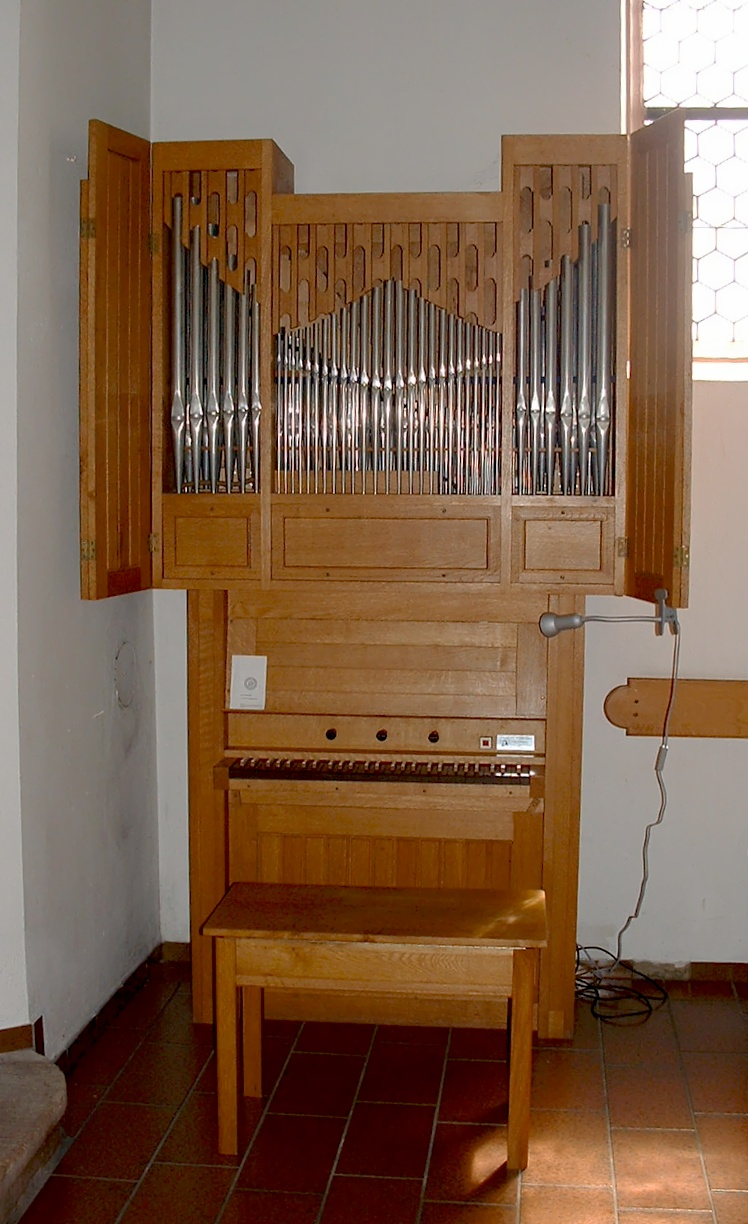
Orgel

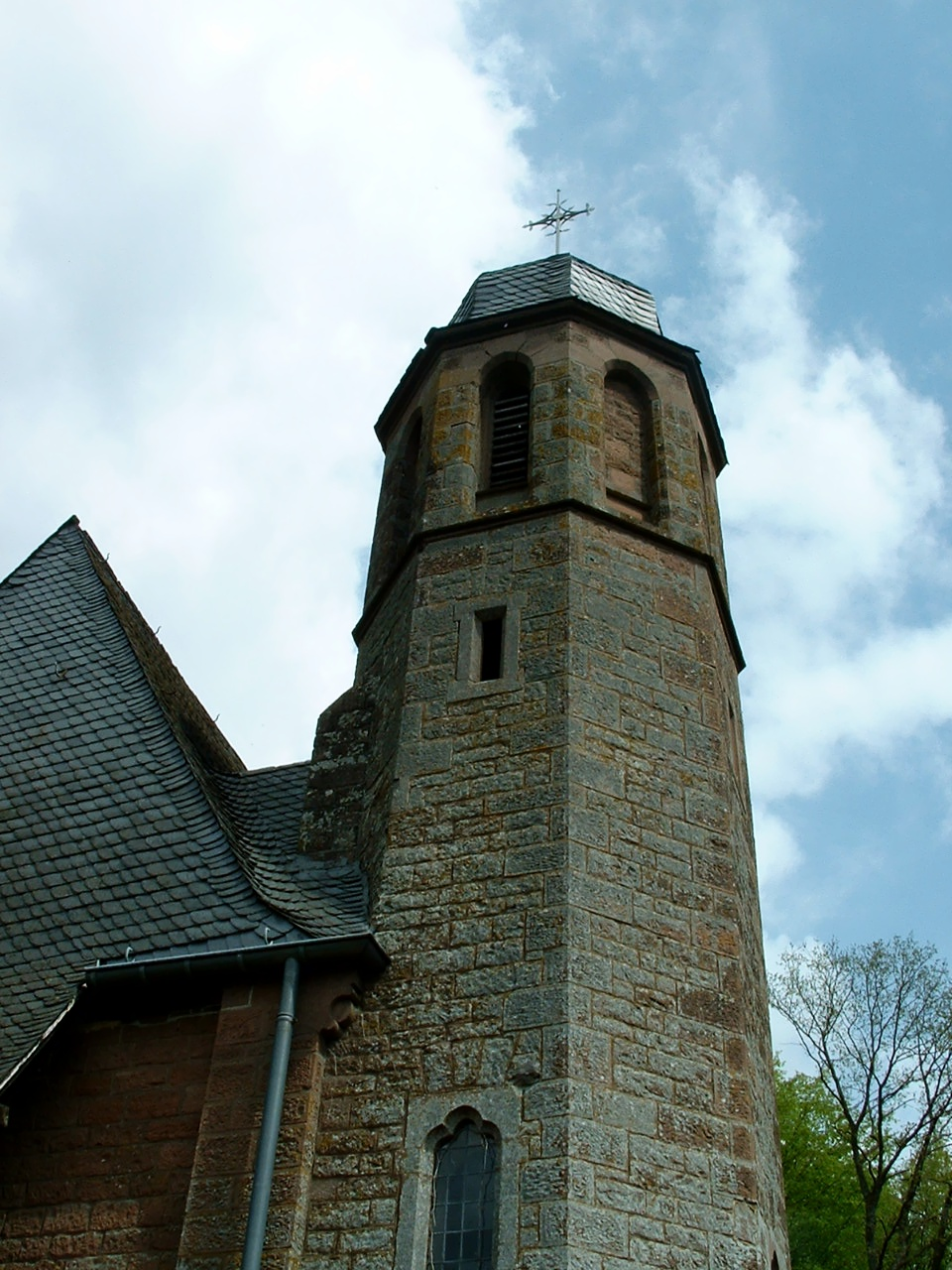
Turm

## Geschichte
Nachdem mit dem Wiener Kongress die Eifel preußisch verwaltet wurde, kamen Bahnarbeiter und auch erste Touristen aus Preußen in die Eifel. Um die zahlreichen evangelischen Feriengäste zur Jahrhundertwende zum 20. Jahrhundert seelsorgerisch betreuen zu können und ihnen den sonntäglichen Gottesdienstbesuch ermöglichen, wurde 1891 ein Sammelfonds gegründet. Dieser ermöglichte im Jahre 1900 den Bau einer kleinen Kirche am Hang zwischen dem Ort und der Mariensäule. Nach der Grundsteinlegung am 6. Mai erfolgte am 16. September 1900 die feierliche Einweihung der Kapelle – mit Schwierigkeiten, weil der Schlüssel sich als falsch erwies. Unvorhergesehenerweise spielte zur Einweihung eine Militärkapelle, weil gerade ein Manöver in der Nähe stattfand.
Die Kirche aus unverputztem Rotsandstein wurde nach Plänen des Trierer Architekten Reinhold Wirtz gebaut, die dieser 1898 nur wenige Monate vor seinem Tod erstellte. Sie besitzt einen schlanken und im oberen Teil achteckigen Turm sowie ein flachgedecktes Kirchenschiff, mit Eingang in Richtung des Ortes. Gegenüber befindet sich der etwa quadratische kreuzrippengewölbte Chor.
Im Juli 1917 wurden die Glocken beschlagnahmt und zu Kriegsgerät verarbeitet.
Im Zweiten Weltkrieg wurde das Kirchengebäude schwer beschädigt. Die originale Ausstattung ist verloren gegangen und beim Wiederaufbau wurde der ursprüngliche Spitzhelm durch eine Welsche Haube ersetzt.

## Nutzung
Bedingt durch den Niedergang des Tourismus, den Verlust der Zentralortfunktion und den damit einhergehenden Einwohnerverlust von Kyllburg findet nur mehr etwa einmal im Monat ein Gottesdienst statt.